# Ван Аренберг, Эмиль
Эмиль Ван Аренберг (фр. Émile Van Arenbergh; 15 мая 1854, Лёвен, Брабант — 3 января 1934, Иксель) — бельгийский юрист, судья, писатель

,  поэт и биограф; член Королевской академии французского языка и литературы.

## Биография
Эмиль Ван Аренберг родился 15 мая 1854 года в городе Лёвене к востоку от Брюсселя на берегу реки Диль. Изучал юриспруденцию в Католическом университете родного города. 
Ещё будучи студентом, он писал для «La Semaine des étudiants» и близко познакомился с поэтами Эмилем Верхарном, Иваном Жилькеном и Альбером Жиро, которые стояли у истоков «Молодой Бельгии» — литературного объединения представителей франкоязычного натурализма и деятелей бельгийского символизма, наследников французского Парнаса. 
После окончания университета он поочередно служил мировым судьей в Дисте, Андерлехте, Икселе и одновременно участвовал в «Pandectes belges» Эдмона Пикара и в «Le Journal des Tribunaux».
Ван Аренберг публиковал в бельгийских и многих парижских журналах свои холодные, но тщательно сделанные стихи, близкие по духу к французскому поэту Жозе Мария де Эредиа. Кроме того он выпустил книгу: «Les Médailles».
18 января 1921 года был принят в число членов Бельгийской Королевской академии французского языка и литературы.
Эмиль Ван Аренберг умер 3 января 1934 года в Икселе.